# Kriegsgräberstätte Wallendorf
Die Kriegsgräberstätte Wallendorf ist ein Ehrenfriedhof in der Ortsgemeinde Wallendorf im Eifelkreis Bitburg-Prüm in Rheinland-Pfalz.

## Geographische Lage
Der Ehrenfriedhof befindet sich am nordwestlichen Ortsrand von Wallendorf. Das Gelände liegt in leichter Hanglage am Beginn eines Waldstreifens. Südlich verläuft die Kreisstraße 5 durch Wallendorf.

## Geschichte
Die Kriegsgräberstätte umfasst insgesamt 322 Gräber von Soldaten, die in den Jahren 1944 und 1945 während des Zweiten Weltkriegs rund um Wallendorf gefallen sind.
Da die Kriegshandlungen rund um den Ort besonders stark waren, wurden die Soldaten zunächst im Gelände bestattet und erhielten jeweils ein Holzkreuz. In den Jahren 1950 und 1951 erfolgte von Seiten des Volksbundes die Umbettung auf die heutige Anlage. Jedes Grab besitzt nun eine Namensplatte. Auf dem Gelände sind zudem mehrere Gruppen von jeweils zwei Kameradenkreuzen errichtet worden sowie ein Zentralkreuz.